# Skarszów Górny
Skarszów Górny (deutsch Hohen Scharsow, kaschubisch Gòrné Skarszewò) ist ein Dorf im Powiat Słupski (Kreis Stolp) der polnischen Woiwodschaft Pommern. Es gehört zur Landgemeinde Dębnica Kaszubska.

## Geographische Lage und Verkehrsanbindung
Skarszów Górny liegt in Hinterpommern, etwa 13 Kilometer südöstlich der Stadt Słupsk und 2,5 Kilometer westlich des Kirchdorfs Dębnica Kaszubska. Etwa zwei Kilometer östlich des Dorfs verläuft die Woiwodschaftsstraße 210 Słupsk–Bytów, mit der es über Nebenstraßen verbunden ist.

## Geschichte
Zur Geschichte bis 1945 siehe Skarszów Dolny#Gemeinde Scharsow.
Das Dorf ist heute ein Teil der Gmina Dębnica Kaszubska im Powiat Słupski der Woiwodschaft Pommern. Der Ortsteil Hohen Scharsow wurde in Skarszów Górny umbenannt. 
In den Jahren 1975 bis 1998 gehörte der Ort zur Woiwodschaft Słupsk.
Im Jahr 2006 hatte Skarszów Górny 271 Einwohner.